# 綁架两名兒童事件
綁架2名兒童事件(日語：2児拉致事件（2じらちじけん）、渡辺秀子さん2児拉致事件（わたなべひでこさん-），是發生在1973年渡邊秀子的兩個小孩被朝鮮民主主義人民共和國（北朝鮮）所指示的土台人所綁架的事件。警視廳及兵庫縣警察對在日朝鮮人的嫌疑犯發布国際通緝。

## 関連項目
- 朝鮮綁架日本人問題

## 外部連結
- 北朝鮮による拉致容疑事案：警視庁 （页面存档备份，存于）